# Phare de Lille Presteskjær

Le phare de Lille Presteskjær (en norvégien : Lille Presteskjær fyr)  est un phare côtier situé dans la commune de Sokndal, dans le Comté de Rogaland (Norvège). Il est géré par l'administration côtière norvégienne (en norvégien : Kystverket). Il a été créé en 1895, et a été automatisé et dépeuplé en 1973.

## Historique
Le phare est situé du côté ouest de l'entrée du Rekefjorden, à environ 1,5 kilomètre (0,93 mi) au sud du village de Rekefjord (en) et à environ 5 kilomètres (3,1 mi) au sud-ouest du centre municipal de Hauge.
La tour ronde en fonte de 20,8 mètres (68 pieds) de haut repose sur une base en pierre. La lumière est à une altitude de 23,5 mètres (77 pieds) et elle émet trois flashs toutes les 12 secondes. La lumière peut être vue jusqu'à 10,6 milles marins (19,6 km; 12,2 mi). La lanterne d'origine au sommet de la tour a été retirée lorsque le phare a été automatisé en 1973 ; la lanterne actuelle est une réplique. La tour est peinte en rouge avec une bande horizontale blanche.

## Caractéristiques dufeu maritime
Identifiant : ARLHS : NOR-156 ; NF-092000 - Amirauté : B3156 - NGA : 1920.

### Galerie

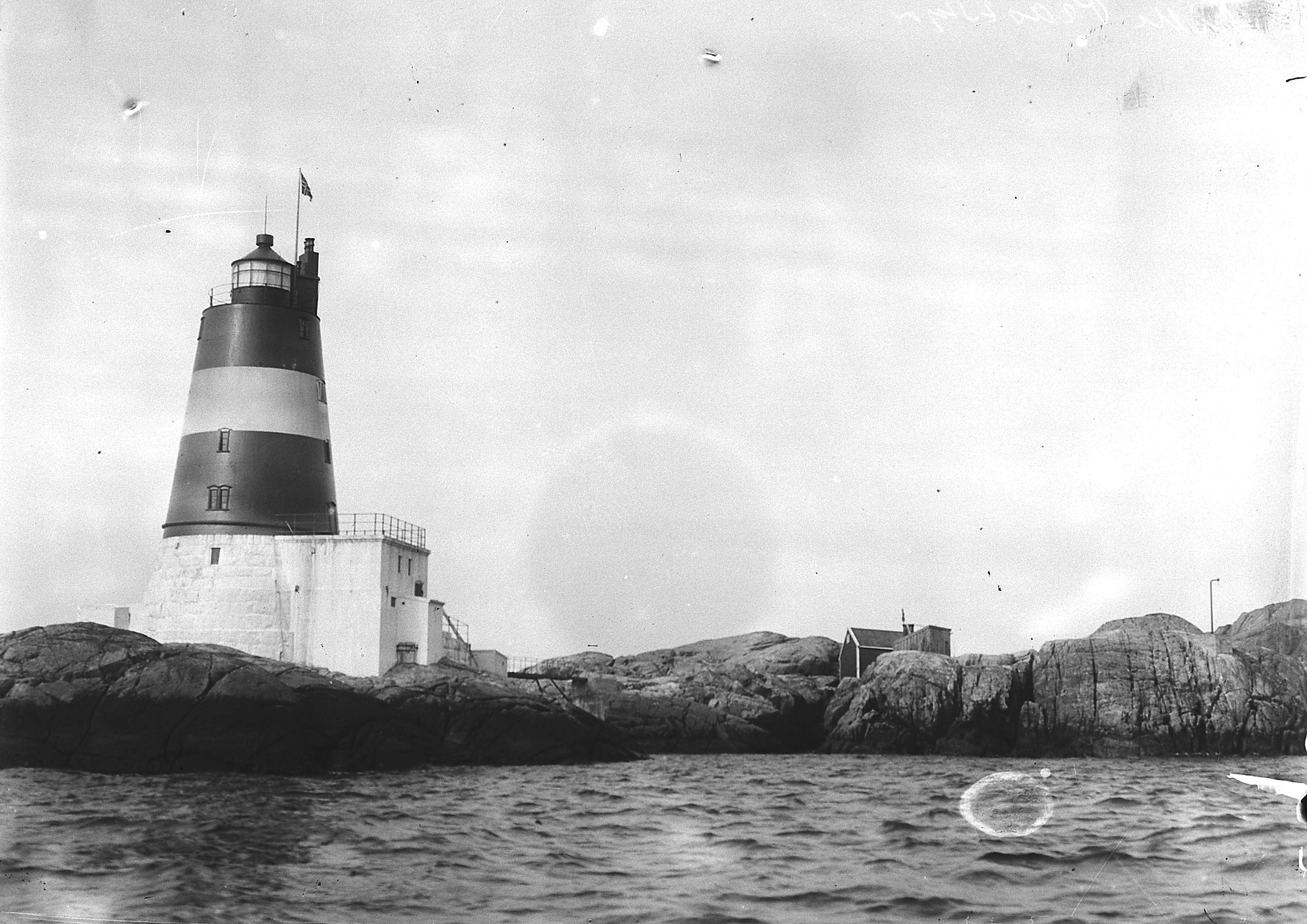
Entre 1890-1900

### Lien connexe
- Liste des phares de Norvège